# Rhodometra satura
Rhodometra satura là một loài bướm đêm trong họ Geometridae.